# Джибути — Амбули
Международный аэропорт Джибути-Амбули (араб. مطار جيبوتي الدولي, фр. Aéroport international Ambouli) (ИАТА: JIB, ИКАО: HDAM) — гражданский и военный аэропорт расположенный в городе Амбули в Джибути.. Аэропорт обслуживает столицу Джибути, город Джибути. Аэропорт расположен в примерно 6 км от центра столицы. Он занимает территорию в 10 км². В аэропорту есть ВИП-терминал, обслуживающий официальных лиц.

## История
Аэропорт открылся в 1948 году. Впоследствии, уже после обретения независимости страны от Франции, аэропорт вырос от скромных размеров до довольно большого транспортного узла. 
В середине 1970-х, аэропорт был расширен для принятия большего количества международных рейсов, а государственная авиакомпания Air Djibouti проводила рейсы по различным направлениям.
В аэропорту есть единственное здание терминала, с одним выходом на посадку и с одной багажной каруселью. Крупнейший, некоммерческий оператор, использующий аэропорт, это Военно-воздушные силы Джибути. Так как аэропорт расположен на юге города Джибути и его взлётные полосы идут с востока на запад, обычно самолёты приближаются к взлётной полосе прямо над агломерацией города Джибути, когда ветер дует с запада. В 2004 году, аэропорт обслужил 182 641 пассажира.

## Военные силы
Кроме гражданского аэропорта, некоторые военные объекты также располагаются на территории Джибути — Амбули.
- Вооруженные силы Франции
  - 13-я полубригада Иностранного легиона, с 2011 года в ОАЭ;
  - 5-й заморский межвоенный полк;
  - База ВВС Франции, «Колонель Массар» или «Воздушная база 188»;
  - Охотничья эскадрилья, оперирующая 7 самолётов Mirage 2000C и 3 самолёта Mirage 2000D;
  - Заморская транспортная эскадрилья, оперирующая самолётами C-160 Transall, Aérospatiale SA 330 Puma и AS555 Fennec.
- Вооруженные силы США
  - Кэмп-Лемонье[2] — бывшая база Французского Иностранного легиона, располагается на юге взлётной полосы.
- Вооруженные силы Джибути
- Силы самообороны Японии
  - Японская военная база в Джибути была размещена в 2009 году на территории в 12 га, там находятся 180 солдат и два P-3C. Это единственная иностранная японская база, и её предназначение — защищать японских граждан и корабли в регионе от терроризма и пиратства. Япония также частично делит эту базу с индийской армией.
- Вооруженные силы Италии
  - Итальянские военные представляют военный флот Европейского союза. Итальянцы оперируют General Atomics MQ-1 Predator.

На окраине международного аэропорта Джибути находится военная база «Кэмп-Лемонье» (Camp Lemonnier), самая крупная постоянная военная база США  на континенте и узловой центр американского военного присутствия в Африке (см. Внешняя политика Джибути).

### Споры о авиадиспетчерах
По сообщению военных, американские военные перелёты заняли 50 % от 30 тыс. взлётов и посадок в 2014 году. Гражданские авиадиспетчеры, нанятые правительством Джибути, следят за воздушным пространством над взлётными полосами базы Кэмп-Лемонье, в отличие от других крупных американских военных баз. Федеральные эксперты по авиации из США сообщают, что непрофессиональность со стороны авиадиспетчеров и неправильный набор высоты ставят под угрозу американские военные и гражданские полёты в и из аэропорта. Консультанты из США отметили то, что сообщили эксперты с базы — авиадиспетчеры сделали 2378 ошибок из 100 000 операций с авиатранспортом, частота ошибок, предположительно, в 1700 раз хуже, чем стандарт в США.
Официальные лица из американского ФАА утверждают, что отношение авиадиспетчеров к дронам, которое мешает взлёту и посадке дронов, пошло из мнения, что американские дроны — ненадёжный транспорт. Правительство Джибути отвергло все обвинения в сторону авиадиспетчеров, назвав их преувеличениями или ложью. Американский посол в Джибути, Том Келли (англ. Tom Kelly) также сказал, что после просьб об улучшении знаний в сфере авиации, в аэропорту был замечен прогресс. Капитан военно-морского флота США, Кевин Бертелсен (англ. Kevin Bertelsen), командующий базой Кэмп-Лемонье, описал работу на авиабазе как испытание, но также заявил о том, что условия там смягчились. В 2014 году, правительство США подписало с правительством Джибути новый договор об аренде части аэропорта на 20 лет.